# 三井八郎右衛門
三井 八郎右衛門（みつい はちろうえもん、旧字体：三井 八郞衞門）は、三井家総領家である北家の当主が代々名乗った名前。

## 歴代 三井八郞右衞門
『三井事業史』(1980.09)による八郞右衞門襲名者と襲名年
- 初代 - 三井高平。寛文10年（1670）ころ、八郞右衞門を名乗る[1]。貞享4年（1687）、名を八郞兵衞と改める[2]。
- 2代 - 三井高富（三井高利の次男）。貞享4年（1687）、八郞兵衞門を引き継ぐ[2]。伊皿子家初代。
- 3代 - 三井高治（三井高利の三男）。宝永6年（1709）、八郞兵衞門を襲名[3]。新町家初代。
- 4代 - 三井高房（高平の長男で北家3代）、享保元年（1716）、八郞右衞門を襲名[4]
- 5代 - 三井高方（高治の長男で新町家2代）。享保19年（1734）、八郞右衞門を襲名[5]
- 6代 - 三井高美（北家4代）。寛保元年（1741）、八郞右衞門を襲名[5]
- 7代 - 三井高弥（新町家3代）。延享4年（1747）、八郞右衞門を襲名[6]
- 8代 - 三井高登（伊皿子家3代）。明和6年（1769）、八郞右衞門を襲名[6]
- 9代 - 三井高清（高美の長男で北家5代）。安永3年（1774）、八郞右衞門を襲名[6]
- 10代 - 三井高祐（北家6代）。安永7年（1778）、八郞右衞門を襲名[7]
- 11代 - 三井高雅（新町家5代）。文化12年（1815）、八郞右衞門を襲名[8]
- 12代 - 三井高満（高祐の子で新町家6代）。文政12年（1829）、高雅没により八郞右衞門を襲名[9]
- 13代 - 三井高福（三井高就の子で北家8代）。天保8年（1837）、八郞右衞門を襲名[9]。
- 14代 - 三井高朗（高福長男で北家9代）。明治11年（1878）、八郞右衞門を襲名[10]
- 15代 - 三井高棟（高福八男で北家10代）。明治18年（1885）、八郞右衞門を襲名[11]

## 初代高平
三井 高平（みつい たかひら、承応2年4月27日（1653年5月24日） - 元文2年閏11月27日（1738年1月17日））は三井家初代当主。三井高利の長男。

## 2代高富
三井 高富（みつい たかとみ、承応3年（1654年） - 宝永6年6月5日（1709年6月12日））は三井家2代当主。三井高利の次男。子孫は伊皿子家と称する。

## 3代高房
三井 高房（みつい たかふさ、天和4年1月1日（1684年2月16日 - 寛延元年10月17日（1748年11月7日））は三井家3代目当主。高平の長男。

## 新町家・高方
三井 高方（みつい たかかた）は、高利の三男・高治を初代とする新町家の2代目で、高治の長男にあたる。歴代には数えられていないが、1734年に3代・高房が隠居した際、後継者の高美が若かったために八郞右衞門の称号を譲り受けた。

## 4代高美
三井 高美（みつい たかよし、正徳5年（1715年) - 天明2年（1782年）12月）は三井家4代目当主。幼名は万蔵。1733年に勘右衞門を名乗り、翌年父の剃髪とともに、北家を継承、1736年には新八と改名、1738年には京都為替店名前である三郎助を継承、1741年に新町家の高方の死亡を受けて八郞右衞門を継承する。ところが、美術品などの蒐集や西教寺への多額の寄進などによって大元方から多額の借財を抱え、当時健在であった高房の意向で1747年に八郞右衞門の名を実弟である新町家の新弥へ譲らされる。1750年、次男の高清に北家を譲って出家するが、その後も浪費は収まらず、1756年（宝暦6年）8月には一族からの銀1200貫目を手切金として一族からの離脱を表明する。だが、それでも、秘かに大元方からの借財を重ねていたことが発覚、同年閏11月13日後を継いだ高清（当時は新八）よりの申し入れで一族からの義絶・追放が決定され、同月27日には一族・手代83名の同意を得て義絶を決定する申渡印形帳が出されることになった。

## 新町家・高弥
三井 高弥（みつい たかひさ、? - 安永7年8月21日（1778年10月11日））は、三井家3代目当主・高房の三男で実子に先立たれた高方の養子として新町家の3代目を継ぐ。歴代には数えられていないが、1747年に実兄である4代目高美が八郞右衞門の返上を迫られたため、一時的に八郞右衞門を継承している。

## 5代高清
三井 高清（みつい たかきよ、寛保2年（1742年） - 享和2年3月2日（1802年4月4日））は三井家5代目当主。高美の次男。

## 6代高祐
三井 高祐（みつい たかすけ、宝暦9年（1759年） - 天保9年1月3日（1838年1月28日））は三井家6代目当主。高清の長男。

## 7代高就
三井 高就（みつい たかなり、天明6年（1786年） - 安政4年（1857年）5月）は三井家7代目当主。高祐の長男。子に8代当主高福、鳥居坂家（永坂家）6代当主三井高潔（三井物産社長)

## 8代高福

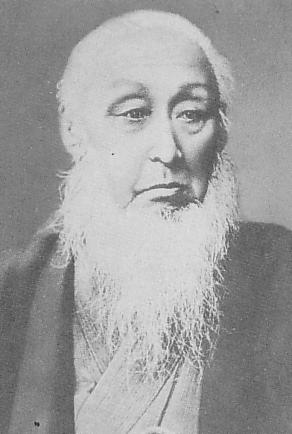
三井高福

三井 高福（みつい たかよし、文化5年9月26日（1808年11月14日） - 明治18年（1885年）12月20日）は、幕末・明治初期の実業家。7代当主三井高就の長男。三井銀行、三井物産を創設して三井財閥の基礎を築いた。 母は三井列。前妻の麗は三井南家5代目当主・三井高英の娘、後妻の津尾(1814-1891)は永坂町家三井高延の娘。長男は9代目当主三井高朗。四男・三井高弘は三井物産社長で三井南家8代当主、五男三井高保は三井銀行社長で三井室町家10代当主、八男三井高棟は兄・高朗の跡を継ぎ10代当主、九男三井高尚は三井物産社主で三井五丁目家初代当主となる。娘のきのは三井新町家の三井高辰を夫とし、その娘婿に三井松坂家の三井則右衛門の三男・三井高堅（三井源右衛門）を迎えた。孫（高弘の子）に三井高徳。

### 業績
幕末維新の際には、幕府と朝廷の間を巧みに動きまわり、三井財閥の基礎を固めた。1859年（安政6年）外国奉行所御金御用達を務め、明治になって、1869年（明治2年）開墾会社の総頭取として下総牧の開墾を手がけ、また政府の銀行行政の実際面で活躍。第一国立銀行・三井銀行を創立。三井物産も設立した。
明治26年（1893年）、正五位を追贈された。

## 9代高朗
三井 高朗（みつい たかあき、天保8年12月19日（1838年1月14日） - 明治27年（1894年）2月8日）は三井家9代当主。8代当主高福の長男。母親は高福の前妻・麗子(三井南家5代目当主・三井高英の娘)。別名に宗徳，高禄，長四郎，次郎右衛門，八郞右衞門，子令，白庵，石龍軒，前後軒，昔銅軒，詐善館，青龍軒。

## 10代高棟

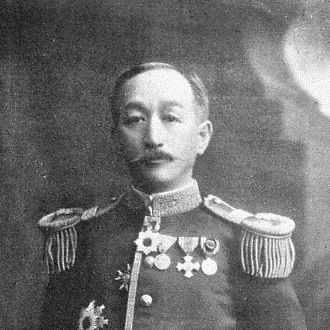
三井高棟

三井 高棟（みつい たかみね、安政4年1月14日（1857年2月8日） - 昭和23年（1948年）2月9日）は、三井家10代当主。8代高福の八男。15代三井八郞右衞門を襲名し、1896年に男爵位を受ける。趣味人として知られ、1906年には、麻布区今井町（現東京都港区六本木）に大邸宅の「今井町邸」を建設。約1万3,500坪の敷地内には能舞台や庭園、テニスコートなどが設けられたほか、大磯の別邸には後に国宝となる茶室「如庵」が移築された。1922年には宮内庁からの依頼で英国皇太子を迎え、晩餐会や能観賞などで皇太子一行を接待した。1933年に高棟の隠居に伴い今井町邸は嗣子である第11代当主の高公へと受け継がれたが、1945年、戦災で焼失した。三井慈善病院、若葉会幼稚園創立。茶人藪内節庵に師事し、如庵の購入のほか、山縣有朋別邸の「小淘庵（こゆるぎあん）」を購入、そのほか坂本復経による鍋島直大邸も移築して三井家拝島別邸とした。高棟がジョサイヤ・コンドルに発注した綱町三井倶楽部は三田に現存する。妻に前田利聲の娘・苞子。三男の三井高維は啓明学園の創立者で理事長。娘たちは三井伊皿子家当主三井高長（三井高寛庶子）、侯爵中御門経恭、男爵鷹司信熙、子爵高辻正長（高辻修長孫）の妻となった。四女の三井礼子は三井永坂町家当主三井高篤（三井高泰長男）に嫁いだが離婚し、渡部義通と再婚した。孫（三女興子と高長の子）の博子は豊田章一郎の妻となった。

## 11代高公
三井 高公（みつい たかきみ、明治28年（1895年）8月3日 - 平成4年（1992年）11月13日）は、三井家11代当主。10代当主高棟の二男。1919年に16代三井八郞右衞門を襲名。1920年に京都帝国大学法学部を卒業して日本銀行に入り、1924年から5年間ロンドンに留学、帰国後三井合名に入社（のち社長）。
戦前の長者番付では常連と化しており、1939年公表の納税額は日本一となる287万4037円を記録。東の横綱となっていた。このため社会の変革を望む右翼系団体から特権階級の一員として標的にされることもあった。
戦後、公職追放となり、敗戦後の財閥解体で三井系各社への支配権を失った後は、父・高棟が創設した幼稚園、若葉会幼稚園を終生にわたって経営した。また、東京都港区西麻布（旧・麻布笄町）にあった総領家三井八郞右衞門高公邸（1952年築）は、東京都小金井市にある江戸東京たてもの園に移築され、一般公開されている。妻の鋹子（としこ・1901年-1976年）は旧福井藩主・越前松平家第18代当主・松平康荘の長女。三男・公乗の岳父に浅野八郎。四男・之乗の岳父に林友春（林博太郎の子）。長女・久子は浅野久弥（浅野八郎次男）の妻。
自動車愛好家としても知られ、第二次世界大戦前はベントレー・イスパノ・スイザ、ブガッティ、ランチアなどヨーロッパの高級車やスポーツカーを常時10台以上所有し、90歳代になってもベントレー・Tタイプを自ら運転していた。

## 12代永乗
三井 永乗（みつい ひさのり）は、三井家12代当主。養父高公の後を承けて17代三井八郎右衞門を襲名。建築家。
2005年10月に三井本館に移転した三井記念美術館のインテリアデザインを手がけている。
11代高公・四男の三井之乗・冨美子（伯爵家林友春と松濤幼稚園創設者の貞子夫妻の娘。また之乗夫妻は若葉会幼稚園の園長などを務めた。）夫妻の長男として生まれ、之乗の父、先代当主三井高公の養子となった。